# Demodoco di Lero
Demodoco di Lero (in greco antico: Δημόδoκος?, Demodokos; Lero, VI sec a.C. – VI sec a.C.) è stato un poeta greco antico.

## Biografia
Nacque a Lero, piccola e povera isola nel mar Egeo. Compose giambi e elegie, in particolare di tipo gnomico come Focilide, suo contemporaneo. Solo tre frammenti ci sono pervenuti. È probabile che le sue sentenze incominciassero con un "sigillo" come in Focilide.